# Der Wechselbalg
Der Wechselbalg ist ein Märchen. Es ist in den Irischen Elfenmärchen der Brüder Grimm an Stelle 7 enthalten, die sie 1825 aus Fairy legends and traditions of the South of Ireland von Thomas Crofton Croker übersetzten.

## Inhalt
Marie Scannell, die neu zu Castle Martyr lebt, lässt beim Weizenbinden ihren Säugling in ihrem Mantel in einer Ecke des Feldes. Danach ist er geschrumpft und schreit. Auf Rat einer weisen Frau füttert sie ihn wenig, haut und peitscht ihn. Nach einer Woche hat sie ihr Kind wieder.

## Anmerkung
Nach Grimm: Das Dorf Castle Martyr hieß vorher Bally Martyr und liegt zwischen Cork und Youghal.
Ein gleichnamiger Kurzfilm wurde 2011 auf dem Internationalen Trickfilmfestival Stuttgart (ITFS) mit dem in diesem Jahr erstmals verliehenen, durch eine eigens zusammengestellte Jury ausgewählten Sonderpreis „für Menschlichkeit im Trickfilm“ ausgezeichnet.